# دوک آر لی
دوک آر لی (انگلیسی: Duke R. Lee؛ ۱۳ مهٔ ۱۸۸۱ – ۱ آوریل ۱۹۵۹) یک هنرپیشه اهل ایالات متحده آمریکا بود. وی بین سال‌های ۱۹۱۳ تا ۱۹۴۶ میلادی فعالیت می‌کرد.

## گزیده فیلمشناسی
از فیلم‌ها یا برنامه‌های تلویزیونی که وی در آن نقش داشته‌است می‌توان به آثار زیر اشاره کرد.
- تیراندازی مستقیم (۱۹۱۷)
- دلیجان (۱۹۳۹)